# Fosfoenolpiruvatna karboksikinaza (difosfat)
Fosfoenolpiruvatna karboksikinaza (difosfat) (EC 4.1.1.38, fosfopiruvatna karboksilaza, PEP karboksifosfotransferaza, PEP karboksikinaza, fosfopiruvatna karboksikinaza (pirofosfat), PEP karboksilaza, fosfopiruvatna karboksikinaza, fosfoenolpiruvinska karboksikinaza, fosfoenolpiruvinska karboksilaza, fosfoenolpiruvatna karboksikinaza, fosfoenolpiruvatna karboksitransfosforilaza, fosfoenolpiruvatna karboksikinaza, fosfopiruvatna karboksikinaza, fosfoenolpiruvinska karboksikinaza, fosfoenolpiruvinska karboksilaza, PEPCTrP, fosfoenolpiruvinska karboksikinaza (pirofosfat), fosfoenolpiruvinska karboksilaza (pirofosfat), fosfoenolpiruvatna karboksifosfotransferaza, fosfoenolpiruvinska karboksitransfosforilaza, fosfoenolpiruvatna karboksilaza (pirofosfat), fosfopiruvatna karboksilaza (pirofosfat), difosfat:oksaloacetatna karboksi-lijaza (transfosforilacija)) je enzim sa sistematskim imenom difosfat:oksaloacetat karboksilijaza (formira transfosforilacija; fosfoenolpiruvat). Ovaj enzim katalizuje sledeću hemijsku reakciju
difosfat + oksaloacetat {\displaystyle \rightleftharpoons } fosfat + fosfoenolpiruvat + 2
Ovaj enzim takođe katalizuje reakciju: 
fosfoenolpiruvat + fosfat {\displaystyle \rightleftharpoons } piruvat + difosfat.

## Literatura
- Nicholas C. Price; Lewis Stevens (1999). Fundamentals of Enzymology: The Cell and Molecular Biology of Catalytic Proteins (Third изд.). USA: Oxford University Press. ISBN 019850229X.
- Eric J. Toone (2006). Advances in Enzymology and Related Areas of Molecular Biology, Protein Evolution (Volume 75 изд.). Wiley-Interscience. ISBN 0471205036.
- Branden C; Tooze J. Introduction to Protein Structure. New York, NY: Garland Publishing. ISBN 0-8153-2305-0.
- Irwin H. Segel. Enzyme Kinetics: Behavior and Analysis of Rapid Equilibrium and Steady-State Enzyme Systems (Book 44 изд.). Wiley Classics Library. ISBN 0471303097.

## Spoljašnje veze
- Phosphoenolpyruvate+carboxykinase+(diphosphate) на 